# Jagelonske tapiserije
Jagelonske tapiserije (poljsko: Arrasy wawelkie) je zbirka tapiserij, tkanih na Nizozemskem in Flandriji, ki so bile prvotno sestavljene iz 365 kosov, ki so jih Jagelonci sestavili za okrasitev notranjosti kraljevega gradu Vavel v Krakovu na Poljskem. Zbirka je skupaj znana tudi pod imenom Vavelski Arras, saj je večina ohranjenih tkanin v lasti muzeja gradu Vavel in francoskem mestu Arras, ki je bilo nekoč na začetku proizvodnega središča tovrstne dekoracije sten v 16. stoletju. Dela so po oporoki Sigismunda II. Avgusta postala državna last krone Kraljevine Poljske.

## Zgodovina in sestava
Prve tapiserije je kot poročno doto prinesla kraljica Bona Sforza. Nato jih je Sigismund I. Poljski v letih 1526 in 1533 naročil 108 v Antwerpnu in Bruggeu. Večino tapiserij pa je naročil kralj Sigismund II. Avgust v Bruslju v delavnicah Willema in Jana de Kempeneerja, Jana van Tieghema in Nicolasa Leyniersa med 1550-1565. Sprva je bilo v kraljevi zbirki približno 170 tapiserij, med njimi [9] 84 črno-belih s kraljevim grbom in črkami SA, 8 tapiserij, ki jih je Sigismund I. Starejši prejel od cesarja Maksimilijana I., [ 10] in drugih, darila tujih delegacij. Darila vključujejo eno tapiserijo s poljskim orlom z datumom 1560, kraljeve začetnice in črke CKCH (Christophorus Krupski Capitaneus Horodlo) ob grbu Korczak in napis SCABELLVM PEDVM TVORVM (podnožje pod nogami, iz 110. psalma (Davidov psalm)), darilo Krzysztofa Krupskega, starešine iz Horodła za Sigismunda Avgusta. Tapiserije so bile prvič javno razstavljene med poroko kralja Sigismunda Avgusta z Katarino Avstrijsko. Do danes jih je ohranjenih približno 138, od katerih jih je približno 30 razstavljenih. Po velikosti so se ujemale s stenami, nekatere pa dosegajo velikost 5 × 9 m. Tapiserije so bile narejene iz volnenih niti, svile in zlata in tkane na statvah z gostoto približno 8 - 10 niti osnove na centimeter.
Ta serija vsebuje naslednje predmete:
- Svetopisemski prizori - prizori iz Zgodbe o prvih starših, Noetove zgodbe in Zgodbe o Babilonskem stolpu (inventarna številka muzeja Vavel 1 - 18), Mojzesova zgodba, Zgodba o Absalomu Nebukadnezarju in Savlove zgodbe (raztresen), ustvarjen po zasnovi Michiela Coxieja - svetopisemski prizori, fileti neznanega umetnika iz kroga slikarjev Cornelisa Florisa in Cornelisa Bosa;[9]
- Mitološki prizori - prizori iz Trojanske vojne, Vojaške odprave perzijskega kralja Kira, Zgodba o Romulu in Remu, Zgodba o Scipionu, Zgodba o Hanibalu, Zgodba o Juliju Cezarju in Zgodba o Oktavijanu Avgustu (raztreseni);[10]
- Pokrajinski in živalski prizori (inventarna številka muzeja Vavel 19 - 78), ustvarjeni okoli leta 1560, po zasnovi neznanega umetnika iz kroga Pieterja Coeckeja van Aelsta[11] (včasih povezan z Willem Tonsom);
- Groteskni prizori z grbi Poljske in Litve ter kraljevimi začetnicami (inventarna številka muzeja Vavel 79 - 134/2), ustvarjeni okoli leta 1560, po zasnovi neznanega umetnika iz kroga slikarjev Cornelisa Florisa in Cornelis Bos, tri groteske (inventarna številka 92, 93, 94) so temeljile na risbah Cornelisa Bosa.

Biblijske tapiserije so razstavljene v rotacijah v sobah v drugem nadstropju gradu, tapiserije z živalmi pa tudi groteske z monogrami in grbi v obeh nadstropjih. To je največja zbirka tapiserij, ki jih je kdaj naročil en vladar. Po volji zadnjega Jagelonskega kralja so flamski Arrasi v zlatu ali figurah, skupaj s preprostejšimi, bili podarjeni trem kraljevim sestram in po njihovi smrti postali last Državne zakladnice, pod skrbništvom parlamenta Republike obeh narodov, da bi služile javnemu blagu in ne v zasebno korist prihodnjih kraljev (del resolucije parlamenta).
Na žalost je ne povsem natančna oporoka postala vzrok za številne spore glede lastništva tapiserij med kralji in plemiči. Celotna zbirka je bila kratek čas do leta 1572 le skupaj na gradu v Tykocinu. Nato so jo kraljeve sestre razpršile po svojih rezidencah v Krakovu, Niepołomicah, Varšavi, Vilni in Hrodni in nekatere poslale celo na Švedsko. Kralj Sigismund III. Poljski je vrnil 30 kosov, ki jih je Ana Jagelon poslala v Stockholm svoji sestri Katarini (Sigismundovi materi). Leta 1633 je tri tapiserije s prizori iz Mojzesove zgodbe Jerzy Ossoliński v imenu kralja Vladislava IV. Vase podaril papežu Urbanu VIII.  Med Potopom je zbirko skrival Jerzy Sebastian Lubomirski na svojih posestvih v Spišu. V naslednjih letih je kralj Ivan II. Poljski brez soglasja parlamenta zastavil 157 tapiserij trgovcu iz Gdanska Janu Gratti. Da bi prisilil doživljenjske plače po njegovi abdikaciji, je kralj nekaj tapiserij odnesel tudi v Francijo. To je povzročilo proteste plemstva in kraljev dolg je bil odplačan šele leta 1724. Parlament je dal tapiserije v hrambo v varšavskemu karmelskemu samostanu; zadnjič so bile razstavljene med kronanjem kralja Stanislava Avgusta leta 1764. Po večji prenovi notranjosti varšavskega kraljevega gradu v neoklasicističnem slogu je kralj naročil nove tapiserije v Franciji in Jagelonska zbirka je bila zvita in shranjena v stavbi zakladniškega odbora – Palača republike. Glede na popis, opravljen v času vladavine Stanislava Avgusta, je bilo približno 156 arrassov. Leta 1795, po tretji razdelitvi Poljske, je Aleksander Suvorov v Rusijo odnesel tapiserije skupaj z drugim blagom, oropanim iz kraljevih rezidenc.
Po ponovni osamosvojitvi in zmagoviti vojni s Sovjetsko zvezo je poljski vladi med 1922-1924 uspelo obnoviti 137 tkanin v različnih ohranjenih državah. Tapiserije so bile izrezane tako, da so ustrezale stenam Zimskemu dvorcu in Gatčinski palači ali pa so jih uporabljali kot oblazinjenje pohištva. Nekatere od njih so še vedno v Rusiji, razstavljene v različnih muzejih, ne da bi natančno navedli njihov izvor. Sovjeti so trdili, da so tapiserije enakovredne poljskim dolgovom. Ko je leta 1939 izbruhnila druga svetovna vojna, so bile tapiserije, shranjene na gradu Vavel, prepeljane prek Romunije, Francije in Anglije v Kanado , da bi jih po 15 letih pogajanj v 1960-ih končno vrnili v Ljudsko republiko Poljsko. Leta 1961, ko se je kraljeva zbirka vračala z dolge poti, so jo pozdravili Sigismundov zvon in prebivalci Krakova. Danes je v lasti kraljevega gradu Vavel 137 tapiserij (od tega sta 2, Gozdna pokrajina z jeleni in racami, ki lovijo ribe ter Gozdna pokrajina z jeleni in žirafami Nicolasa Leyniersa, razstavljeni na varšavskem kraljevskem gradu), Moralni padec človeštva pred potopom, ki se je na Poljsko vrnil leta 1977 kot darilo Sovjetske zveze, je v kraljevem gradu v Varšavi in ena od pogrešanih, ki se je pojavila na antičnem trgu v 1950-ih in jo je kupil Rijksmuseum v  Amsterdamu. Danes jih je 136, ki so še vedno v posesti gradu Vavel in sestavljajo najboljšo evropsko zbirko tapiserij.